# بخش دانوسا
بخش دانوسا (به لاتین: Dhanusha District) یک بخش در نپال است که در استان شماره ۲ واقع شده‌است. بخش دانوسا ۱٬۱۸۰ کیلومتر مربع مساحت و ۷۵۴٬۷۷۷ نفر جمعیت دارد.